# Royal Racing Club Stockay-Warfusée
Maillots
Actualités
Dernière mise à jour : 4 février 2025.
Le Royal Stockay Saint-Georges S/M est un club de football belge, basé dans la commune de Saint-Georges-sur-Meuse, en province de Liège. Fondé en 1935, le club porte le matricule 2239. Lors de la saison 2024-2025, il évolue en D1 Amateur, ce qui constitue sa 13e saison dans les séries nationales.

## Histoire
Le club est fondé le 3 mars 1935 sous le nom de Racing Club Saint-Georges. Il s'affilie ensuite à l'URBSFA, qui lui attribue le matricule 2239 et le verse dans les séries régionales liégeoises. Le 15 septembre 1948, le club déménage dans le hameau de Warfusée, et change son nom en Racing Club Warfusée. Il déménage à nouveau le 21 août 1957 vers Stockay, un autre village de l'entité de Saint-Georges, et prend le nom de Racing Club Stockay-Warfusée.
C'est sous ce nom que le club rejoint la Promotion pour la première fois de son Histoire en 1961. Il termine deux saisons consécutives à la onzième place dans sa série, mais il termine dernier la saison suivante et est renvoyé en première provinciale en 1964. Le club parvient à remonter en nationales en 1970, mais après une saison conclue à la dixième place, le club termine à nouveau dernier en 1972, ce qui le condamne à une nouvelle relégation.
Le Racing Club Stockay-Warfusée fête son cinquantenaire en 1985, et obtient à cette occasion le titre de « Société Royale ». Le 15 février de la même année, il change son nom en Royal Racing Club Stockay-Warfusée. 
Le club ne retrouvera le football national qu'en 2017, année où il monte en D3 Amateur. Il est champion de cette division lors de la saison 2018-2019 et accède à l'échelon supérieur, la division 2 ACFF, quatrième niveau du football belge.
En 2024, il devient le Royal Stockay Saint-Georges s/M. 
Au terme de la saison 2023-2024, il termine huitième de la division 2 ACFF et monte en division 1 ACFF, le troisième niveau national, à la suite de la scission de la Nationale 1 en deux championnats VVF et ACFF. Il se classe cinquième de la phase régulière de ce championnat et participe aux play-offs de promotion pour la division 2 (Challenger Pro League) sachant qu'il ne pourra monter à l'échelon supérieur, faute de budget et de licence.

## Résultats dans les divisions nationales
Statistiques mises à jour le 3 décembre 2024 (terme de la saison 2023-2024)

### Bilan
| Niv | Divisions     | Jouées | Titres | TM Up | TM Down |
| --- | ------------- | ------ | ------ | ----- | ------- |
| I   | 1re nationale | 0      | 0      |       |         |
| II  | 2e nationale  | 0      | 0      |       |         |
| III | 3e nationale  | 0      | 0      |       |         |
| IV  | 4e nationale  | 10     | 0      |       |         |
| V   | 5e nationale  | 2      | 0      | 1     |         |
|     |               |        |        |       |         |
|     | TOTAUX        | 12     | 0      | 1     | 0       |

- TM Up : test-match pour départager des égalités, ou toutes formes de Barrages ou de Tour final pour une montée éventuelle.
- TM Down : test-match pour départager des égalités, ou toutes formes de Barrages ou de Tour final pour le maintien.

### Classements saison par saison
| Ordre               | Saison  | Nom du club          | Niveau                          | Classement final | Remarques                                   |
| ------------------- | ------- | -------------------- | ------------------------------- | ---------------- | ------------------------------------------- |
| 1                   | 1961-62 | RC Stockay-Warfusée  | Promotion série C               | 11e/16           |                                             |
| 2                   | 1962-63 | RC Stockay-Warfusée  | Promotion série A               | 11e/16           |                                             |
| 3                   | 1963-64 | RC Stockay-Warfusée  | Promotion série D               | 16e/16           | Relégué                                     |
| séries provinciales |         |                      |                                 |                  |                                             |
| 4                   | 1970-71 | RC Stockay-Warfusée  | Promotion série A               | 10e/16           |                                             |
| 5                   | 1971-72 | RC Stockay-Warfusée  | Promotion série B               | 16e/16           | Relégué                                     |
| séries provinciales |         |                      |                                 |                  |                                             |
| 6                   | 2017-18 | RRC Stockay-Warfusée | Division 3 Amateur ACFF série B | 3e/16            | Tour final                                  |
| 7                   | 2018-19 | RRC Stockay-Warfusée | Division 3 Amateur ACFF série B | 1er/16           | Champion et promu !                         |
| 8                   | 2019-20 | RRC Stockay-Warfusée | Division 2 Amateur ACFF         | 6e/16            |                                             |
| 9                   | 2020-21 | RRC Stockay-Warfusée | Nationale 2 ACFF                | N/A              | saison annulée en raison du Covid-19        |
| 10                  | 2021-22 | RRC Stockay-Warfusée | Nationale 2 ACFF                | 12e/16           |                                             |
| 11                  | 2022-23 | RRC Stockay-Warfusée | Nationale 2 ACFF                | 8e/18            |                                             |
| 12                  | 2023-24 | RRC Stockay-Warfusée | Nationale 2 ACFF                | 8e/18            | Promu grâce à la réforme de la Nationale 1. |
| 13                  | 2024-25 | RRC Stockay-Warfusée | Nationale 1 ACFF                | 6e/12            |                                             |